# Gerard Murphy (attore irlandese)
Gerard Murphy (Newry, 14 ottobre 1948 – Cambridge, 26 agosto 2013) è stato un attore irlandese.

## Biografia
Iniziò la sua attività teatrale nel Glasgow Citizens Theatre; per la radio della BBC ha narrato la versione del Signore degli Anelli di Tolkien.
Prese parte a numerose serie televisive fra cui La primula rossa, McCallum e Vanity Fair. Tra gli altri film a cui ha partecipato, i più famosi sono Waterworld e Batman Begins.

## Filmografia parziale
- I falchi della notte (Nighthawks), regia di Bruce Malmuth (1981) "non accreditato"
- Sacred Hearts (1985)
- Waterworld, regia di Kevin Reynolds (1995)
- Batman Begins, regia di Christopher Nolan (2005)
- Pumpgirl (2009)
- The Comedian (2012)